# Piotr Nurowski

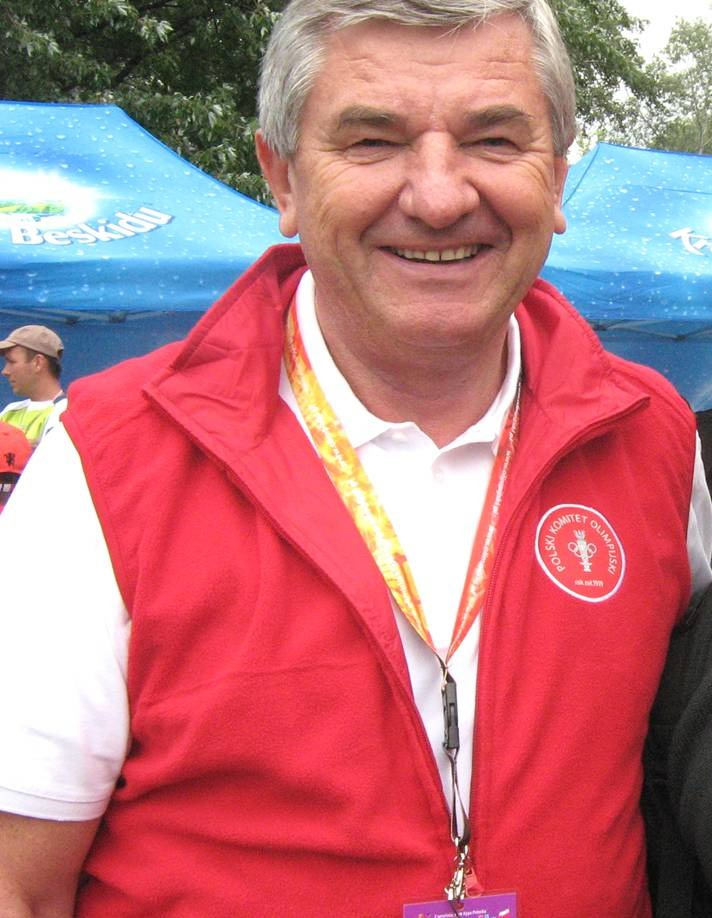
Piotr Nurowski (2007)

Piotr Jan Nurowski (* 20. Juni 1945 in Sandomierz; † 10. April 2010 in Smolensk) war ein polnischer Sportfunktionär, Diplomat und Geschäftsmann.

## Leben
Piotr Nurowski studierte Rechtswissenschaften an der Universität Warschau und schloss 1967 das Studium ab. Er arbeitete kurzzeitig als Sportberichterstatter beim Staatlichen Polnischen Radio. 1972 wurde Nurowski erst zum Vize-Präsidenten des polnischen Leichtathletikverbandes, zuständig für die Jugendarbeit, und ein Jahr später zum Präsidenten gewählt und war damit der jüngste Vorsitzende eines Sportlandesverbandes weltweit. Er blieb in dieser Funktion bis 1976 und übernahm sie wieder von 1978 bis 1980.
1981 wurde Nurowski Mitarbeiter des polnischen Auswärtigen Amtes. Als Diplomat arbeitete er von 1981 bis 1984 in Moskau. Von 1986 bis 1991 war er Botschaftsrat in Rabat, Marokko. Seit 1991 arbeitete er für mehrere Firmen des Unternehmers Zygmunt Solorz-Żak. Nurowski engagierte sich für die Entstehung des privaten Fernsehsenders Polsat und war von 1992 bis 1998 Vorstandsmitglied bei Polsat. Seit 1998 gehörte er dem Aufsichtsrat an.
Im Februar 2005 wurde Piotr Nurowski zum Präsidenten des Polnischen Olympischen Komitees gewählt.
Am 10. April 2010 gehörte Piotr Nurowski zu einer polnischen Delegation um Staatspräsident Lech Kaczyński, die anlässlich des siebzigsten Jahrestages des Massakers von Katyn zur Gedenkstätte nach Russland reisen sollte. Bei dem Flugunfall der Delegation nahe dem Militärflugplatz Smolensk-Nord kam er jedoch gemeinsam mit weiteren hochrangigen Repräsentanten Polens ums Leben. Nurowski wollte als Präsident des polnischen olympischen Komitees den in Katyn ermordeten polnischen Sportlern gedenken.
Postum wurde Nurowski am 16. April 2010 das Offizierskreuz des Ordens Polonia Restituta (Krzyż Oficerski Orderu Odrodzenia Polski) verliehen. Am 19. April 2010 wurde Piotr Nurowski auf dem Powązki-Kommunal-Friedhof in Warschau beigesetzt. An der Trauerfeier in der Warschauer St.-Anna-Kirche nahmen zahlreiche Sportler wie Anita Włodarczyk und Tomasz Majewski teil sowie die Vizepräsidentin des polnischen Olympischen Komitees Irena Szewińska. Die Trauerrede der polnischen Regierung sprach Sportminister Adam Giersz.

### Piotr Nurowski Preis
Seit 2011 wird vom Europäischen Olympischen Komitee jährlich im Rahmen der EOC-Generalversammlung der Piotr-Nurowski-Preis an europäische Nachwuchsathleten vergeben.